# Fad'jal
Pour plus de détails, voir Fiche technique et Distribution.
Fad'jal (Grand-père, raconte nous) est un film sénégalais réalisé par Safi Faye et sorti en 1979.

## Fiche technique
- Titre : Fad'jal
- Réalisation : Safi Faye
- Scénario : Safi Faye
- Photographie : Patrick Fabry, Jean Monod et Papa Moctar Ndoye
- Son : Magib Fofana
- Mixage : Gérard Lamps
- Montage : Andrée Davanture, Marie-Christine Rougerie, Dominique Smadja et Babacar Diagne
- Production : Safi Films[1]
- Pays d'origine :  Sénégal
- Durée : 108 minutes
- Dates de sortie : 
  - Allemagne : février 1979 (Berlinale)
  - France : mai 1979 (Festival de Cannes)

## Distribution
- Ibou Ndong et sa famille

## Sélections
(source : Africiné)
- Berlinale 1979
- Festival de Cannes 1979 (Un certain regard)
- Cinéma du réel 1980
- Festival international de films de femmes de Créteil 1980
- Festival international du film d'Amiens 1993